# 馬格瑞擬棘茄魚
馬格瑞擬棘茄魚（学名：Halieutopsis margaretae）为輻鰭魚綱鮟鱇目棘茄魚亞目棘茄魚科擬棘茄魚屬下的一个种，為深海底棲魚類，分布於西太平洋日本、台灣及夏威夷群島海域，棲息深度446-1185公尺，棲息在沙泥底質水域，以小型無脊椎動物為食，生活習性不明。